# Увеа (округ)

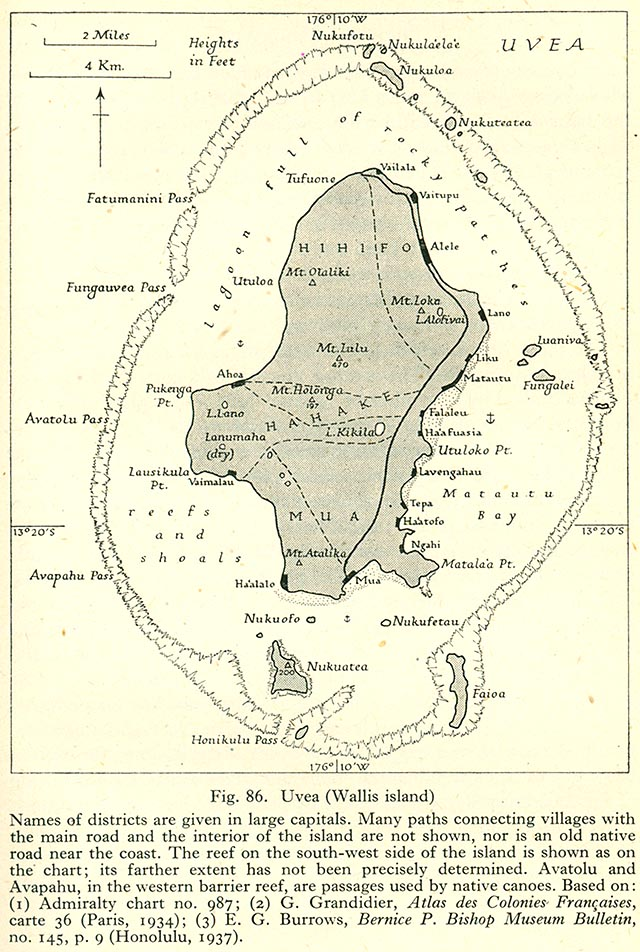
Округ Увеа на мапі групи островів Футуна (Горн)

Увеа (фр. Uvea) — один з 3-х адміністративних округів заморської громади Франції території островів Волліс і Футуна. Адміністративний центр - Мата Уту.

## Географія
Округ охоплює весь острів Увеа і прилеглі острови.
Загальна площа округу становить 96 квадратних кілометрів (37 квадратних кілометрів) з населенням 10 731 у трьох районах. Столиця і найбільший поселення Мата Уту, розташоване на східному узбережжі з населенням 1 100 осіб. 

## Адміністративний поділ
Оокруг Увеа в свою чергу ділиться на три райони:
| № | Район  | Назва французькою мовою | Площа, км² | Населення, чол. (2008) | Щільність, чол./км² | Адміністративний центр, чол. (2008) | Кількість сіл |
| - | ------ | ----------------------- | ---------- | ---------------------- | ------------------- | ----------------------------------- | ------------- |
| 1 | Хахаке | Hahake                  | 57         | 3748                   | 65,75               | Мата-Уту (1126)                     | 6             |
| 2 | Хіхіфо | Hihifo                  | 48         | 2197                   | 45,77               | Ваїтупу (503)                       | 5             |
| 3 | Муа    | Mua                     | 54         | 3262                   | 60,41               | Мала’ефо’оу (224)                   | 10            |
|   | Всього |                         | 159        | 9207                   | 57,91               |                                     | 21            |